# (4650) Mori
(4650) Mori es un asteroide perteneciente al cinturón de asteroides, descubierto el 5 de octubre de 1950 por Karl Wilhelm Reinmuth desde el Observatorio de Heidelberg-Königstuhl, Alemania. Ha sido observado un total de 1496 veces desde 1930-10-17 hasta  2016-06-08

## Designación y nombre
Designado provisionalmente como 1950 TF. Fue nombrado Mori en honor al físico japonés Kiyoshi Mori.